# Academia de Amadores de Música
A Academia de Amadores de Música (Lisboa, 1884) é uma associação cultural sem fins lucrativos portuguesa, galardoada com Ordem da Instrução Pública e com a Medalha de Mérito Cultural pelo Governo Português.

## História
Foi fundada  Lisboa no ano de 1884, por um grupo de melómanos liderado por João Gregório Korth. No mesmo ano o rei D. Luís I atribuí-lhe o título de Real Academia.
Criada com o intuito de desenvolver a cultura musical em Portugal, promoveu desde o inicio a organização de palestras, conferências, concertos no âmbito de um alargado programa de educação artística. Para tal, foi criada uma orquestra, orfeão e uma fanfarra que se mantêm no activo até à década de vinte, altura em que a Academia passa por dificuldades económicas. Graças à acção do republicano Alexandre Ferreira e do marquês de Borba, a Academia recupera. 
Em 1941, Fernando Lopes-Graça assume o posto de director artístico adjunto e dinamiza em conjunto com o maestro João José Cochofel e a pianista Maria da Graça Amado da Cunha, uma série de actividades que definiram a imagem da instituição. Entre elas, a criação do Coro da Academia de Amadores de Música que após a sua morte, em 1994, recebeu o seu nome. 
Em 2022, o seu acervo foi doado à Biblioteca Nacional de Portugal. 

## Reconhecimento
Em 1984 foi galardoada com Ordem da Instrução Pública e com a Medalha de Mérito Cultural. 
- A Academia é reconhecida como associação de utilidade pública pelo Estado português. [1]